# Beusichem

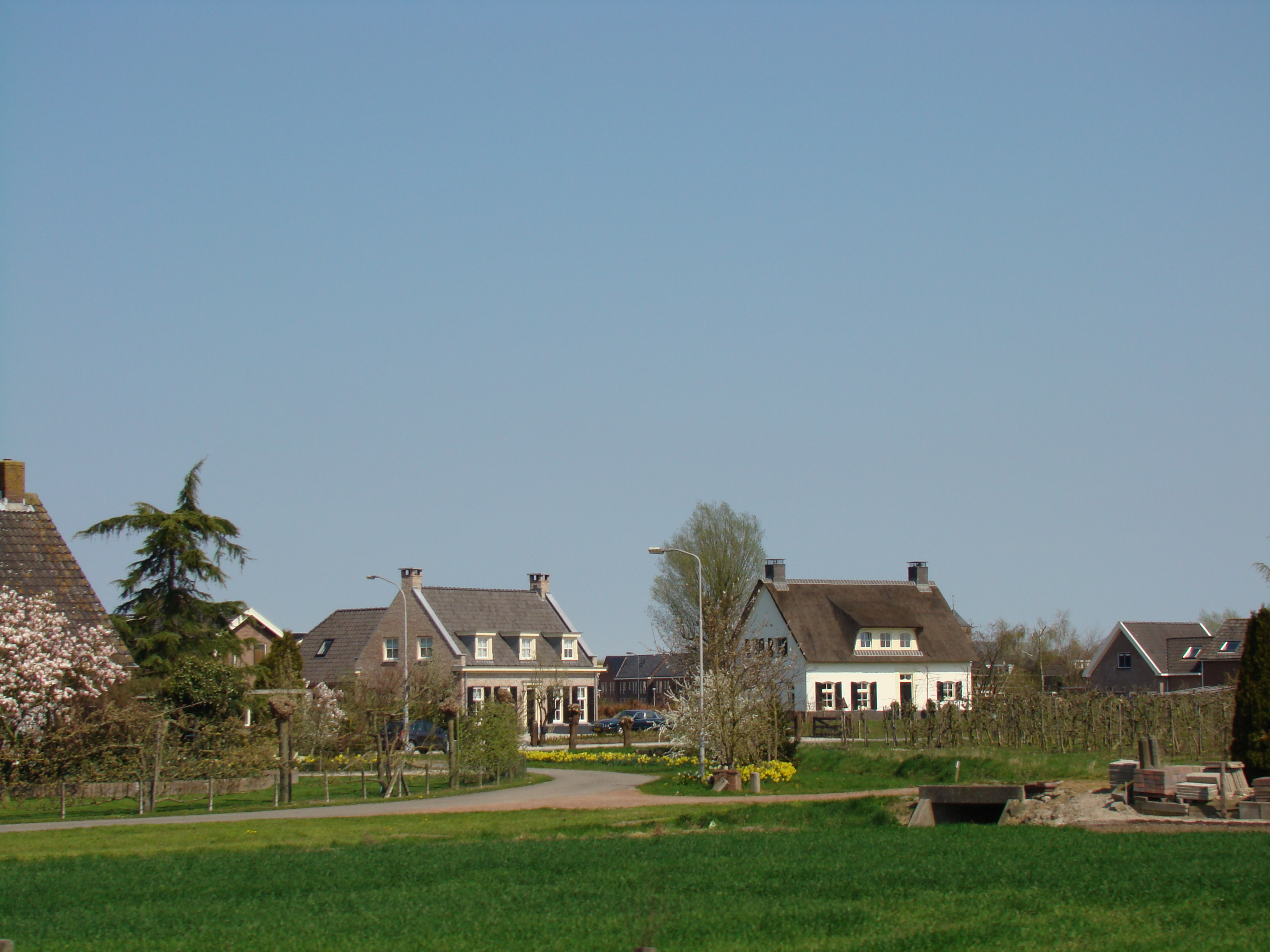
Beusichem

Beusichem (uitspraak: Beu-zi-chèm, met è als in elf, IPA: [bøzixɛm]) is een plaats in de gemeente Buren in de Nederlandse provincie Gelderland. Het is gelegen in de Gelderse Betuwe, enkele kilometers ten oosten van Culemborg en enkele kilometers ten noorden van Geldermalsen. Het noorden van het dorp ligt aan de Lekdijk.

## Geschiedenis
Beusichem (lokaal wel Beuzekom genoemd) is gelegen in het voormalige graafschap Buren. Het vormde een zelfstandige gemeente van 1811 tot 1 januari 1978. Deze gemeente Beusichem omvatte naast Beusichem zelf ook het dorp Zoelmond en een deel van de huidige gemeente Culemborg. Tussen 1811 en 1817 behoorden ook Ravenswaaij en Rijswijk tot de gemeente Beusichem. In 1978 werd de gemeente Beusichem bij de gemeente Buren gevoegd. Enkele jaren eerder was al een deel van de gemeente Beusichem Culemborgs grondgebied geworden.
De oudste vermelding van dit dorp is te vinden in een eind-11e-eeuws afschrift van een oorkonde, die is opgesteld tussen 918 en 948. De tekst, betreffende een lijst van bezittingen van de St. Maartenskerk te Utrecht luidt: "insulam... iuxta Buosinhem qui propior ville Riswic".  De naam wordt voor het eerst aangetroffen omstreeks 777-866 in een lijst van goederen en horigen van de Utrechtse kerk .
De betekenis en herkomst van de dorpsnaam wordt als volgt uitgelegd:  'chem' is afgeleid van 'hem', dat woonplaats betekent in het Oudnederlands. 'Beuse' is een verbastering van Boso, een persoonsnaam, die in Oudgermaans 'vijand' betekent. Dat is weer een afleiding van 'bosi', dat vijandig betekent, denk aan 'boos'. Vrij vertaald zou Beusichem dan betekenen: 'woonplaats van (de familie van) Boso' of 'woonplaats van de vijand'.
Het gebied was eigendom van de heren van Beusichem, waarvan de oudste vermelding gevonden wordt in 1196. Het was een telg van dit geslacht dat het stadsrecht van Culemborg uit 1318 bevestigde. Voor het overige werd de naam van het geslacht met evenzovele variaties geschreven als die van het dorp.

## Verkeer en vervoer
Het dorp ligt aan de Provinciale weg N320 die vanaf de A2 bij Culemborg naar Kesteren loopt.
Het dorp onderhoudt een autoveerdienst (Beusichemse veer) met het aan de andere zijde van de Lek gelegen Wijk bij Duurstede.
De volgende buslijnen rijden door het dorp: 
• Lijn 46: Tiel - Culemborg 
• Lijn 263: Maurik - Beusichem 
• Lijn 641: Lienden - Culemborg

## Voorzieningen
In het dorp bevinden zich onder meer een basisschool, een aantal winkels, cafés/restaurants en een theater. Iedere dinsdag en iedere zaterdag staan er enkele marktkraampjes op het marktplein aan de voet van de Johanneskerk.

## Recreatie
Met de veerpont over de Lek kan men oversteken in de richting Wijk bij Duurstede. Uiterwaard De Meent is een recreatiegebied van 20 hectare waar gezwommen kan worden. Er is een camping/jachthaven aan de Lek en is er een bowlingbaan, paintball- en een vechtsportcentrum.

## Monumenten
Een aanzienlijk deel van de plaats maakt deel uit van het Rijksbeschermd gezicht Beusichem.
Zie ook
- Lijst van rijksmonumenten in Beusichem
- Lijst van gemeentelijke monumenten in Beusichem